# Laualalava
Laualalava is een onbewoond eiland aan de noordoostrand van het Tokelause atol Atafu. Het eiland ligt slechts 80 m ten zuidoosten van het veel kleinere en eveneens onbewoonde Te Hepu. Aan de andere kant, in het zuidoosten, is het dichtstbijzijnde eiland Te Kapi, op 50 m.
Afhankelijk van hoe men het begrip eiland definieert bestaat Laualalava mogelijk uit meerdere eilanden, of is het eigenlijke Laualalava veel kleiner. Het oceaanwater baant zich namelijk op verschillende plaatsen een weg door het eiland, in die mate dat er dwarslijnen zonder begroeiing ontstaan.
Atafu · Fenualoa · Fongalaki-ke-lalo · Fongalaki-matangi · Laualalava · Hakea Lahi i Lalo · Hakea Lahi ki Matagi · Hakea o Apelamo · Hakea o Fata · Hakea o Himi · Hakea o Hoi · Hotoma · Kenakena · Komulo · Malatea · Malo o Futa · Matu o Tenumi · Motu Atea · Motu o te Fala · Motu o te Lakia · Motu o te Niu · Motu Fakaka kai · Motu Fakalalo · Na Hapiti · Na Utua · Niuefa · Tagi a Kuli · Tama Hakea · Tamaheko · Te Alofi · Te Hepu · Te Kapi · Te Oki · Te Puka · Tulua a Kava · Tulua a Kovi · Ulugagie